# Font del Carbó
La Font del Carbó és una font natural situada al peu de la Muntanya Pelada, al barri de la Salut de Barcelona. Està catalogada com a Bé amb elements d'interès (C).

## Història
La font era un lloc d'esbarjo a finals del segle xix. L'estructura actual fou construïda el 1941 en terrenys que pertanyien al Cottolengo del Pare Alegre, i que va cedir a l'Ajuntament de Barcelona. A finals del segle xx va quedar abandonada, deteriorant-se per actes vandàlics i per manca de manteniment. El 2014 l'Ajuntament aprovà un projecte de recuperació de l'espai, de 3.800 m², que no es va dur a terme. L'abril de 2021 es va arranjar la part baixa de l'espai per a acollir provisionalment l'hort de Quirhort.

## Descripció
La font és molt senzilla, que mitjançant obra vista enmarca dos plafons de ceràmica policroma que reprodueixen la imatge de la Mare de Déu de les Neus. El doll es troba a la part inferior i just a l'eix de la composició. El recinte es troba delimitat per uns murs de tanca de pedra de paredat irregular entre elements de rigidització i remat d'obra de fàbrica de maó ceràmic vist. La portalada és l'únic punt en què el mur deixa entreveure l'interior,